# Chasing Dreams
Chasing Dreams é um filme americano filmado em 1982.

## Elenco
- David G. Brown ...  Gavin
- John Fife ...  Parks
- Jim Shane ...  Pai
- Claudia Carroll ...  Mãe
- Matt Clark ...  Ben (como Matthew Clark)
- Cecilea Bennett ...  Pam
- Kelly McCartney...  Cindy
- Lisa Kingston ...  Sue
- Don Margolin ...  Coach Stevens
- Marc Brandes ...  Gaylord
- Dan Waldman ...  Nick
- Henry Dunn ...
- Sean Collins ...   (como John Sullivan)
- Ken Straus
- Terence O'Malley